# Jean-Baptiste Djebbari
Jean-Baptiste Djebbari (Melun, 26 de febrer de 1982) és un alt funcionàri i polític francès.
El 3 de setembre de 2019 és nomenat ministre de Transport. Membre de La República En Marxa, és membre de la segona circumscripció de l'Alta Viena des del 2017. A l'Assemblea Nacional, és membre de la Commission du Développement durable et de l'Aménagement du territoire, dins de la qual exerceix el càrrec fins al 2019 com a coordinador per al grup LREM.
És nomenat Ministre delegat encarregat dels Transports en el nou govern Jean Castex (3 de juliol de 2020).